# CARD14
CARD14‏ (Caspase recruitment domain family member 14) هوَ بروتين يُشَفر بواسطة جين CARD14 في الإنسان.